# Albert Ross Parsons
Albert Ross Parsons (Sandusky, Ohio, 16 de setembre de 1847 - Mount Kisco, Nova York, 14 de juny de 1933) fou un músic i arqueòleg estatunidenc.
Va fer els estudis als Conservatoris de Leipzig i de Berlín, on fou deixeble de Carl Tausig i de Theodor Kullak. Al retornar al seu país, no sols s'ocupà de la música, sinó també de la crítica i d'arqueologia, essent també conegut com a professor i organista.
Com a compositor se li deuen diferents obres instrumentals. A més, és autor Wagner's Beethoven (1870), Science of Pianoforte practice, Parsifal of the Finding of Christ Through Art, Nem Light from the Greath Pyramid (1893), que li'n valgué una felicitació autògrafa del cèlebre escriptor Georg Ebers.
Finalment, va dissenyar diferents productes de monuments, i va pertànyer a nombroses associacions literàries i artístiques.

## Obres

### Música
Va compondre moltes cançons. Unes obres més conegudes són:
- Night has Thousand Eyes
- Break, Break
- Te Deum

### Llibres
- Wagner's Beethoven (1870)
- Science of Pianoforte practice, Parsifal of the Finding of Christ Through Art, Nem Light from the Greath Pyramid (1893)